# Conservatori de Luxemburg
El Conservatori de Luxemburg (en luxemburguès: Conservatoire vun der Stad Lëtzebuerg; en francès: Conservatoire de Musique de la Ville de Luxembourg) és un conservatori a la ciutat de Luxemburg, al sud de Luxemburg. El conservatori es va fundar el 1906, després que una donació privada va fer possible la seva creació, que havia rebut autorització en virtut d'un decret del Gran Ducat de Luxemburg emès el 1904.
El conservatori explica actualment amb més de 2.600 estudiants, procedents de 60 països, amb més de 5.000 cursos en total. Està situat al Campus Geesseknäppchen, juntament amb diverses altres institucions educatives; la major part del campus es troba a Hollerich, però la part occidental, on el Conservatori es troba, aquesta al barri de Merl. La necessitat d'un nou edifici va sorgir en la dècada de 1970 com a resultat de la creixent demanda. La primera pedra per a l'edifici de la rue Charles Martel va ser col·locada el 19 de juny de 1981, mentre que la inauguració de l'edifici va tenir lloc el 1984.